# Terrence Prendergast
Pour les articles homonymes, voir Prendergast.
Terrence Thomas Prendergast, né le 19 février 1944 à Montréal au Québec, est un prêtre jésuite canadien, théologien, professeur d'Écritures saintes et Recteur du théologat 'Regis College' de Toronto (1981-1987). Évêque auxiliaire de Toronto, puis archevêque d'Halifax il est de 2007 à 2020 archevêque de l'archidiocèse d'Ottawa en Ontario.

## Biographie
Terrence Thomas Prendegast est né le 19 février 1944 à Montréal au Québec. Entré au noviciat jésuite en 1961 il prononce ses premiers vœux le 15 août 1963. Il est ordonné prêtre au sein de celle-ci le 10 juin 1972.
Le 22 février 1995, il est nommé évêque auxiliaire de l'archidiocèse de Toronto en Ontario, avec le titre d'évêque titulaire de Sléibhte. Le 30 juin 1998, il devient archevêque de l'archidiocèse de Halifax en Nouvelle-Écosse. À partir du 22 janvier 2002, il est également administrateur apostolique du diocèse de Yarmouth.
Le 14 mai 2007, il devient archevêque de l'archidiocèse d'Ottawa en Ontario.
Le 27 avril 2018 il est également nommé évêque de diocèse d'Alexandria-Cornwall, le pape François ayant décidé d'unir « in persona episcopi » ce diocèse avec l'archidiocèse d'Ottawa.

## Succession apostolique
Terrence Prendergast a ordonné les évêques suivants :
- Évêque Claude Champagne, O.M.I. (2003)
- Évêque Serge Patrick Poitras (it) (2012)
- Évêque Christian Heribert Riesbeck, C.C. (2014)
- Évêque Robert Bourgon (de) (2016)
- Évêque Scott Cal McCaig, C.C. (2016)
- Archevêque Guy Desrochers, C.SS.R. (2019)